# Alfred Jochim
Alfred Al Jochim (12. juni 1902 i Berlin i Tyskland – marts 1980 i Lodi i New Jersey) var en amerikansk gymnast som deltog i de olympiske lege i 1924 i Paris, 1928 i Amsterdam og 1932 i Los Angeles.
Jochim vandt to sølvmedaljer i gymnastik under OL 1932 i Los Angeles. Han kom på en andenplads i Spring over hest efter Savino Guglielmetti fra Italien. Han var også med på det amerikanske hold som kom på en andenplads i holdkonkurrencen efter Italien.